# James Collip

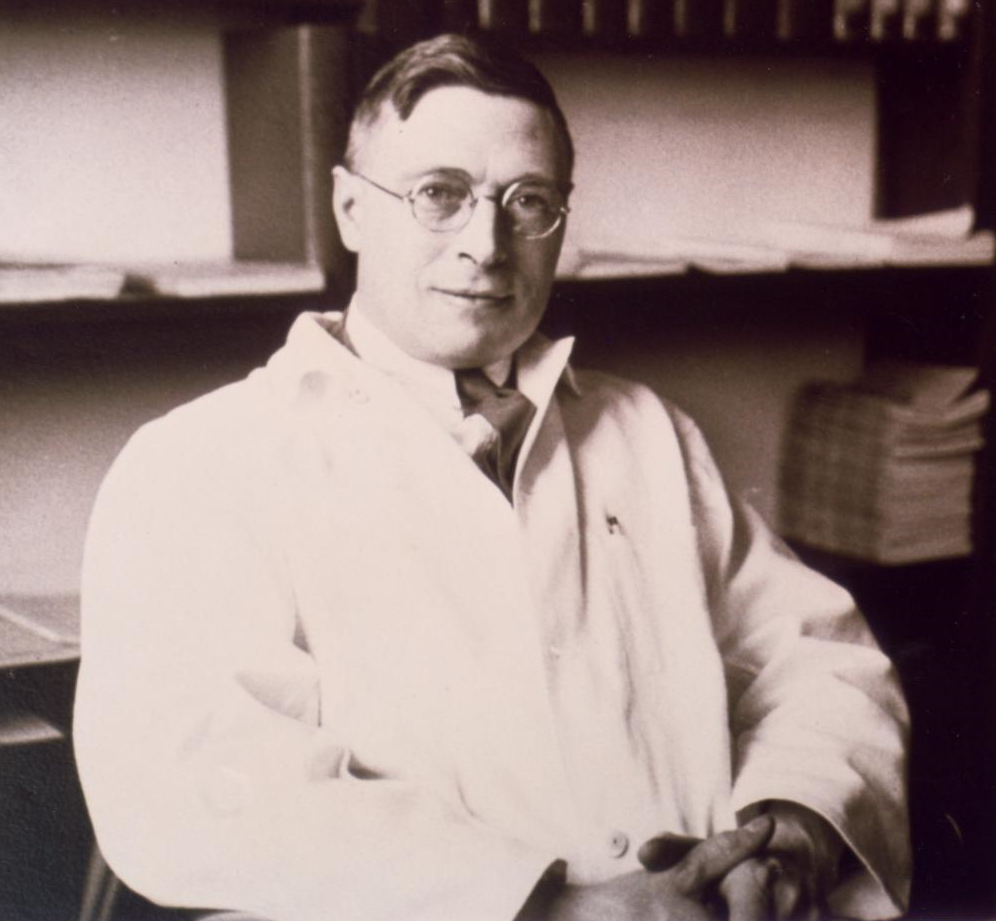
James Collip (1938) - kanadischer Biochemiker

James Bertram Collip (* 20. November 1892 in Belleville, Ontario (Kanada); † 19. Juni 1965 in London) war ein kanadischer Biochemiker. Er gehörte zu der Forschergruppe aus Toronto, die das Insulin isolierte. Collip war Dekan der medizinischen Fakultät an der University of Western Ontario, wo er auch Mitglied der Kappa Alpha Society war.

## Forschungstätigkeit

### Ausbildung und erste Lehr- und Forschungsarbeiten
Im Alter von 15 Jahren wurde er am Trinity College der University of Toronto aufgenommen und studierte Physiologie und Biochemie. Im Jahr 1916 promovierte er an der Universität von Toronto in Biochemie.
Im Jahr 1915, im Alter von 22 Jahren, nahm Collip bereits kurz vor Abschluss seiner Doktorarbeit eine Stellung als Dozent in Edmonton an der medizinischen Fakultät der University of Alberta an. Er blieb dort 13 Jahre lang, wobei er 1920 zum Professor befördert wurde und Leiter der Abteilung für Biochemie wurde. In dieser Zeit forschte Collip hauptsächlich auf dem Gebiet der Chemie des Blutes von Wirbel- und wirbellosen Tieren.
Collip nahm ab April 1921 ein Sabbatjahr und ging unterstützt durch ein Rockefeller-Stipendium nach Toronto, um gemeinsam mit Professor John J. R. MacLeod für sechs Monate an der Abteilung für Physiologie der Universität von Toronto zu arbeiten. Dort führte ihn seine Forschungstätigkeit (über den Effekt des pH-Werts auf die Zuckerkonzentration im Blut) an meeresbiologische Stationen in Woods Hole, Massachusetts (Meeresbiologisches Laboratorium Woods Hole), und St. Andrews (New Brunswick) (Huntsman Marine Science Centre) bevor er Ende des Jahres nach Toronto zurückkehrte.

### Die Entdeckung des Insulins
Hauptartikel: Geschichte der Diabetologie
MacLeod beaufsichtigte die Forschungen von Frederick Banting und Charles Best, die seit Mai 1921 nach einer Behandlung für Diabetes mellitus suchten. Im Dezember, als Banting und Best Schwierigkeiten hatten, den Extrakt der Bauchspeicheldrüse zu verfeinern, befreite MacLeod Collip von allen anderen Aufgaben, um ihm zu ermöglichen, sich der Forschergruppe anzuschließen. Collips Aufgabe bestand darin, Insulin in reinerer und brauchbarerer Form herzustellen, als es Banting und Best bis zu diesem Zeitpunkt schafften. Innerhalb eines Monats erreichte Collip das Ziel, einen Extrakt der Bauchspeicheldrüse herzustellen, dessen Reinheit für klinische Versuche ausreichte.
Bald waren erfolgreiche Tests abgeschlossen und die Zukunft des Insulins war gesichert. Banting, Best und Collip teilten sich nachher das Patent für Insulin, das sie der Universität von Toronto symbolisch für einen Dollar verkauften.
Wegen Meinungsverschiedenheiten zwischen Banting und MacLeod kam innerhalb des Teams bedauernswerterweise Feindschaft auf. Im Jahr 1923 erhielten Banting und MacLeod den Nobelpreis für Medizin. Banting war der Ansicht, Best sei übergangen worden, und teilte seinen Anteil mit ihm. MacLeod teilte als Reaktion seinen Anteil mit Collip. Dennoch wurde größtenteils vergessen, dass Collip und MacLeod Mitentdecker des Insulins waren.

### Weitere Tätigkeiten
Nach diesem frühen Erfolg kehrte Collip nach Edmonton zurück, um seine Tätigkeit an der dortigen Universität wieder aufzunehmen und seinen eigenen Studien zur Hormonforschung nachzugehen. Er wird als ein Pionier der Endokrin-Forschung angesehen. Weitere Pionierarbeit leistete Collip zu dem Hormon ACTH.
Er starb im Alter von 72 Jahren.

## Ehrungen (Auswahl)
- Mitglied der Royal Society of Canada, 1925
- Mitglied der Leopoldina, 1932
- Mitglied der Royal Society, 1933
- D.Sc., Harvard University, 1936
- Commander des Order of the British Empire, 1943
- D.Sc., Universität Oxford, 1946
- Medal of Freedom with Silver Palm (US), 1947
- Mitglied der American Academy of Arts and Sciences, 1952
- Banting-Medaille der American Diabetes Association, 1960
- Ehrendoktor der Universität von Western Ontario, 1964
- Aufnahme in die Canadian Medical Hall of Fame, 1994 (postum)